# Álvaro Martins (futebolista)
Álvaro Martins ou simplesmente Martins (Rio de Janeiro, 30 de agosto de 1901 — Local e data da morte desconhecido), foi um futebolista brasileiro que atuou como meio-campista.

## Carreira
Iniciou sua carreira futebolística no São Cristóvão. Após saída do São Cristóvão, o atleta defendeu o America-RJ e Andarahy. Em 1926, retornou para o São Cristóvão, onde encerrou a carreira. Foi convocado também para a Seleção Brasileira que disputou e conquistou a Campeonato Sul-Americano de Futebol de 1919. Pelo sul-americano o atleta não atuou em nenhuma partida. Estreou em 1º de junho de 1919, pela Taça Roberto Chery, em homenagem ao goleiro uruguaio Roberto Chery, que morreu poucos dias antes, durante a disputa do Campeonato Sul-Americano. Pelo sul-americano de 1920, jogou nos três jogos - contra Chile , Uruguai e Argentina. O Brasil terminou em terceiro colocado. Pela Seleção Brasileira, fez quatro jogos e não marcou gols.

## Títulos
São Cristóvão
- Campeonato Carioca: 1926

Seleção Brasileira
- Campeonato Sul-Americano de Futebol: 1919